# Rasa Leleivytė
Rasa Leleivytė (* 22. Juli 1988 in Vilnius, Litauische SSR, Sowjetunion) ist eine litauische Radrennfahrerin.

## Sportliche Laufbahn
2006 wurde Rasa Leleivytė in Francorchamps Junioren-Weltmeisterin im Straßenrennen, nachdem sie im Jahr zuvor schon Rang drei bei der WM in Salzburg belegt hatte. 2007 wurde sie litauische Meisterin im Straßenrennen und Dritte bei den Europameisterschaften des Nachwuchses in Sofia. 2008 schloss sie sich einer Profi-Mannschaft an und wurde im selben Jahr Straßen-Europameisterin (Nachwuchs). 2009 wurde sie erneut litauische Meisterin und belegte bei der Straßen-EM Platz vier. Bei den Straßenradsport-Weltmeisterschaften 2010 in Geelong wurde sie Achte, im Jahr darauf bei der WM in Kopenhagen Neunte. 2011 wurde Leleivytė vom italienischen Team Vaiano-Solaristech unter Vertrag genommen, für das sie auch 2024 noch fuhr; das Team firmiert inzwischen unter dem Namen Aromitalia 3T Vaiano.
Am 18. Juli 2012 wurde bekannt, dass die Litauerin während einer Trainingskontrolle am 12. Juni 2012 positiv auf das Dopingmittel EPO getestet wurde. Daraufhin wurde sie von Radsportweltverband UCI vorläufig suspendiert und später für zwei Jahre bis zum 13. Juli 2014 gesperrt.
Nach ihrer Dopingsperre bis 2014 verbuchte Leleivytė bei internationalen Rennen einige vordere Platzierungen, aber keine Siege. 2018 wurde sie zum vierten Mal litauische Straßenmeisterin und gewann mit dem Herbstklassiker Giro dell’Emilia Donne ihren bislang bedeutendsten Sieg. Auch in den Folgejahren belegte sie bei diesem Rennen wiederholt vordere Plätze. 2021 vertrat sie Litauen im olympischen Straßenrennen und holte die Bronzemedaille im Straßenrennen der Europameisterschaften von Trient. 2022 wurde sie nochmals litauische Meisterin.

## Erfolge
2005
- Junioren-Weltmeisterschaft – Straßenrennen

2006
- Junioren-Weltmeisterin – Straßenrennen

2007
- Junioren-Europameisterschaft – Straßenrennen
- Litauische Meisterin – Straßenrennen

2008
- U23-Europameisterin – Straßenrennen

2009
- Litauische Meisterin – Straßenrennen

2010
- eine Etappe Katar-Rundfahrt
- GP Città di Cornaredo
- eine Etappe Trophée d’Or Féminin

2011
- GP Città di Cornaredo
- Litauische Meisterin – Straßenrennen

2018
- Litauische Meisterin – Straßenrennen
- Giro dell’Emilia Donne

2021
- Europameisterschaften – Straßenrennen

2022
- Litauische Meisterin – Straßenrennen

2023
- eine Etappe Giro della Toscana Femminile

2024
- zwei Etappen und Punktewertung Giro della Toscana Femminile